# Номбела
Номбела (ісп. Nombela) — муніципалітет в Іспанії, у складі автономної спільноти Кастилія-Ла-Манча, у провінції Толедо. Населення — 1057 осіб (2010).
Муніципалітет розташований на відстані близько 75 км на південний захід від Мадрида, 55 км на північний захід від Толедо.

## Демографія
Динаміка населення (INE ):

## Галерея зображень

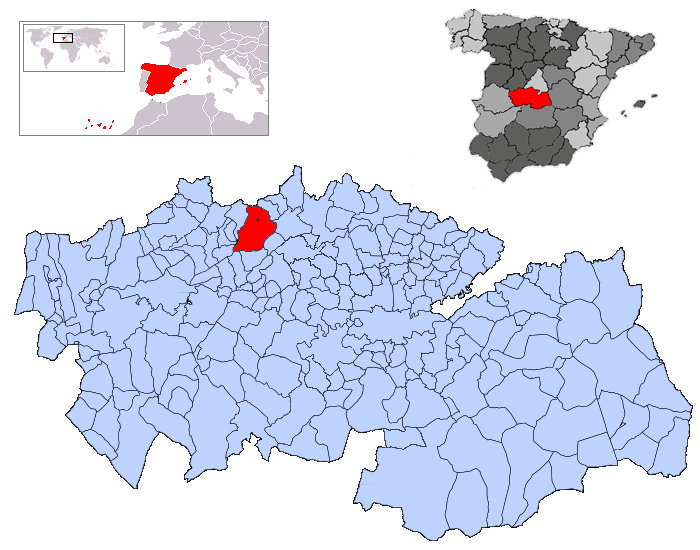
Розташування муніципалітету у провінції Толедо